# 格里尼 (明尼蘇達州)
格里尼（英語：Greaney）是位於美國明尼蘇達州聖路易斯縣的一個非建制地區。

## 歷史
格里尼的郵局於1909年成立，其後於1954年停運。此地得名自早期定居者帕特里克·格里尼（Patrick Greaney）。

## 地理
格里尼所處的海拔為高於海平面397米（即1302英呎），而該地所採用的時區為UTC-6，即北美中部時區（CST）。同時該地設有夏令時間，為UTC-6調快一小時，即UTC-5（CDT）。